# Вёльва
Вёльва  (др.-сканд. Völva от völur — круглая палка; цилиндр), Вала (Vala) или Спакуна (Spákona от spá — предсказывать, гадать и kona — женщина) — в скандинавской мифологии провидица; о существовании у древних германцев женщин-пророчиц, почитаемых как божество, упоминает римский историк Тацит.

## Старшая Эдда
В «Старшей Эдде» устами Вёльвы передаётся рассказ о происхождении богов и грядущем конце мира («Прорицание Вёльвы»). Вся песнь вложена в уста Вёльвы, которая вещает, выполняя просьбу Одина, причём она говорит о себе то в первом лице («великанов я помню» и т. п.), то в третьем («помнит войну она» и т. п.). Такое чередование встречается в древнеисландских песнях.

## Прорицание Вёльвы
«Прорицание Вёльвы» — самая знаменитая из песен «Старшей Эдды». Она содержит картину истории мира от сотворения и золотого века (то есть того, что Вёльва «помнит» или «видела») до его трагического конца — так называемой «гибели богов» — и второго рождения, которое должно быть торжеством мира и справедливости (то есть того, что Вёльва «видит»). Песнь представляет собой богатейшую и единственную в своем роде сокровищницу мифологических сведений.

## История песни
Большинство исследователей склоняется сейчас к тому, что песнь эта возникла в Исландии в эпоху, переломную между язычеством и христианством, а именно во второй половине или конце X в., и что она в основном языческая, хотя возможно, что некоторые её элементы — такие как идея вины и наказания, осуждения жажды золота, признание женщины виновницей всех бед — неосознанно заимствованы из христианской религии.
В честь Вёльвы назван астероид (131) Вала, открытый в 1873 году.